# ادوارد اتکینسون
ادوارد اتکینسون (Edward Atkinson) (10 فوریه ۱۸۲۷ – ۱۱ دسامبر ۱۹۰۵)، یک اقتصاددان، مخترع و بنیان‌گذار انجمن ضد-امپریالیستی آمریکا بود.

## زندگی‌نامه

### اوایل زندگی
ادوارد اتکینسون در بروکلاین، ماساچوست به‌دنیا آمد و در مدارس خصوصی درس خواند. او یک دکترای تخصصی (Ph.D) از کالج دارتموث و یک دکترای افتخاری (LL.D) از دانشگاه کارولینای جنوبی به‌دست‌آورد. یک دهه قبل از جنگ داخلی، اتکینسون یک کارآفرین موفق و رئیس اجرایی چندین کارخانه نخ و پارچه پیشتاز در نیو انگلند بود. بعدها، او رئیس شرکت بیمه دوطرفه تولیدکنندگان بوستون (Boston Manufacturers Mutual Insurance Company) و شرکت بیمه متقابل بایلر بوستون (Mutual Boiler Insurance Company of Boston) شد.
اتکینسون با ماری کارولین هیث در ۱۸۵۵ میلادی ازدواج کرد؛ آن‌ها ۹ فرزند داشتند، ۷ تن آن‌ها زنده مانده و بزرگ شدند. یکی از پسران وی به‌نام رابرت ویتمن اتکینسون (۱۸۶۸ – ۱۹۳۴ میلادی) یک موسیقی‌دان و آهنگ‌ساز بود که شهرت خود را با ساختن آهنگ «محفل در سالن آدم‌های مجزا» که یک والس مشهور دهه ۱۸۹۰ با شعر جی. ویندل جونیور بود، به‌دست‌آورد.
در ۱۸۸۶ میلادی، اتکینسون اجاق پیشرفته به‌نام «دیگ الادین» که یک دیگ آرام-پز با استفاده از کم‌ترین مواد سوخت و شبیه اصل استفاده شده در کراک-پات (آرام‌پز) مدرن بود، را اختراع کرد.

### فعالیت سیاسی
اتکینسون با حمایت از حزب خاکِ آزاد و کمیته حراست از بوستون که سازمانی برای کمک به برده‌های فراری بود، با برده‌داری مبارزه کرد. او که از مصالحه بیش از حد خسته شده بود، شروع به جمع‌کردن پول برای خریداری تفنگ و تسلیحات نمود تا از نیروهای شبه نظامی و شورشی جان براون حمایت نماید. در ۱۸۶۶ میلادی، او به عنوان نماینده در گردهمایی اتحاد ملی که در فیلادلفیا برگزار می‌گردید انتخاب شد، اما او در مباحث این گردهمایی اصلاً شرکت نکرد. وی در ۱۸۷۹ میلادی به عنوان عضو فرهنگ‌ستان هنر و علوم آمریکا انتخاب گردید.
او از نظریات آدم اسمیت، ریچارد کوبدین و جان برایت الهام گرفت و به یک مبلغ پیشتاز برای تجارت آزاد مبدل شد. از جهات مختلف او را می‌توان به عنوان همتای آمریکایی فردریک باستیا توصیف کرد. او علیه نظریات تورم‌گرایانه ویلیام جنینگز برایان و دیگران اعتراض نمود، اما برخلاف برخی‌ها، طرف‌دار غیر ملی سازی کامل یا شخصی‌سازی پول بود.
او در انتخابات به نفع گروور کلیولند کمپین کرد و در تکت انتخاباتی حزب دموکرات ملی مربوط به کلیولند در ۱۸۹۶ میلادی شرکت کرد. او از سیاست‌های استعمارگرایانه و امپریالیستی حکومت‌های مک‌کینلی و روزولت در آغاز جنگ اسپانیا و آمریکا متنفر شده بود. او با فعالیت تمام وقت در انجمن ضد-امپریالیتسی آمریکا، به این سیاست‌ها واکنش نشان داده و مخالف دخالت ایالات متحده علیه اسپانیا در کوبا و فیلیپین بود. زمانی که معاون این سازمان بود، اتکینسون به وزارت جنگ ایالات متحده نامه‌ای نوشته و درخواست فهرست از سربازانی را نمود که درحال خدمت در فیلیپین هستند تا او جزوه‌های که خودش چاپ کرده بود را به آن‌ها بفرستد. به دلیل عدم دریافت پاسخ از طرف وزارت، اتکینسون به رسانه‌ها اعلام کرد که او کاپی‌های از جزوه‌های خود را به جنرال لاوتون، جنرال میلر، جنرال اوتیس، فرمانده ارشد نیروی دریایی به‌نام دیوری، جی.اف. باس و به جیکوب شورمان و دین ورسیسترر در کمیسیون فیلیپین می‌فرستد.
در ۱۷ فوریه ۱۸۹۹ میلادی، ادوارد اتکینسون سه جزوه را فرستاد تا حق شهروندان آمریکایی برای آزادی استفاده از پُست را محک بزند:
- «هزینه یک جنایت ملی»، حاوی جزئیات در مورد عملیات نظامی آمریکا در فیلیپین و هزینه فزاینده جنگ بر مالیه‌دهندگان آمریکایی.
- «جهنمِ جنگ و جزاهای آن»
- «تجاوز تبهکارانه: چه کسی مرتکب شده‌است؟»

رئیس عمومی خدمات پُستی ایالات متحده، چالرز اموری اسمیت دستور داد تا این جزوه‌ها در سانفرانسیسکو ضبط شوند و آن‌ها را آشوب‌انگیز خواند. دادستان کل ایالات متحده اشاره کرد که او می‌تواند اتکینسون را به اتهام خیانت ملی و آشوب‌انگیزی محکوم کند اما برخلاف آن تصمیم گرفته شد، چون مقامات ترس داشتند که محکوم نمودن وی تنها می‌تواند این مرد ۷۲ ساله را به یک جاویدنام وطن مبدل کند.
رسانه‌های طرف‌دار توسعه در ایالات متحده، اتکنسیون را یک «کاپرهید امروزی» خواندند. ظاهراً اتکینسون از این شهرت خود لذت می‌برد و به‌طور طنزآمیز و فراوان از اداره حکومتی برای جلب توجه ملت به جستارهای وی و افزایش تقاضا در هر ایالات، سپاس‌گذاری کرد.

### مرگ و میراث
ادوارد اتکینسون در ۱۱ دسامبر ۱۹۰۵ درگذشت. او هنگام مرگش ۷۸ ساله بود.
مقاله‌های اتکینسون در انجمن تاریخی ماساچوست نگهداری می‌شود و شامل ۳۲ کارتون و شش جلد آثار منظم می‌باشد.

## آثار
اتکینسون برای تقریباً چهاردهه، به‌طور فعالانه مشغول توزیع جزوه‌های بود که او در مورد بانک‌داری، رقابت، تولید نخ و پارچه، قانون‌گذاری اقتصادی، جلوگیری از آتش‌سوزی، آموزش صنعتی، پرسش پول و تعرفه نوشته بود. علاوه بر یک سری جزوه‌های ۱۸۹۹ وی که در سراسر ایالات متحده پخش گردیده و با عنوان «ضد امپریالیستی» شناخته می‌شد، سایر کارهای وی شامل:
- توزیع محصولات (نیویورک، ۱۸۸۵ میلادی)
- حاشیهٔ سود (۱۸۸۷ میلادی)
- پیشرفت صنعتی ملت (۱۸۸۹ میلادی)
- مالیه و کار: یک سلسله از جزوه‌ها در مورد تعرفه و ارز (نیویورک، ۱۸۹۲ میلادی)